# 陈山遗址
陈山遗址是安徽省宣城市境内的一处旧石器时代遗址。遗址位于宣州区向阳镇夏村，堆积地层年代为81.7至12.6万年，对应旧石器时代早期至旧石器时代中晚期。1988年起进行三次发掘，出土、采集各种器物300多件，包含砍器、尖状砍器和尖状器、刮削器。2001年列入第五批全国重点文物保护单位。